# Mistrzostwa Oceanii w Judo 2003
19. Mistrzostwa Oceanii w judo odbywały się w Suva na Fidżi. W tabeli medalowej tryumfowali zapaśnicy z Australii.

## Klasyfikacja medalowa
| Miejsce | Państwo           |    |    |    | Razem |
| ------- | ----------------- | -- | -- | -- | ----- |
| 1       | Australia         | 10 | 13 | 16 | 39    |
| 2       | Fidżi             | 6  | 2  | 8  | 16    |
| 3       | Nowa Zelandia     | 0  | 1  | 2  | 3     |
| 4       | Papua-Nowa Gwinea | 0  | 0  | 1  | 1     |
| .       | Tonga             | 0  | 0  | 1  | 1     |
| Razem   | Razem             | 16 | 16 | 28 | 60    |

## Medaliści

### Mężczyźni
| Konkurencja: | Złoto:             | Srebro:                | Brąz:                           |
| −60 kg       | Frankie Serrano    | Scott Fernandis        | Steven Giudice Numa Keneke      |
| −66 kg       | Heath Young        | Joshua Cook            | Benjamin Donegan Atunaisa Delai |
| −73 kg       | Dennis Iverson     | Andrew Collett         | Ozcan Ozcan Akapei Latu         |
| −81 kg       | Daniel Kelly       | Morgan Endicott-Davies | Priscus Fogagnolo Jamie Lynch   |
| −90 kg       | Gavin Kelly        | Dane Picken            | Akuila Nagadru Shaun Calder     |
| −100 kg      | Martin Kelly       | Matt Celotti           | Sydney Manuka Nemani Takayawa   |
| ponad 100 kg | Nacanieli Qerewaqa | Brett Boxhall          | Terry Frankcombe                |
| Open         | Nemani Takayawa    | Priscus Fogagnolo      | Gavin Kelly Nacanieli Qerewaqa  |

### Kobiety
| Konkurencja: | Złoto:          | Srebro:          | Brąz:                             |
| −48 kg       | Julia Serrano   | Mereani Naioba   | ----                              |
| −52 kg       | Emily Bensted   | Kelly Fong       | Veniana Tuibulia Sonya Chervonsky |
| −57 kg       | Mária Pekli     | Carli Renzi      | Sharon Taylor Elina Nasaudrodro   |
| −63 kg       | Belinda Giudice | Carly Dixon      | Allison Newham Katherine Brown    |
| −70 kg       | Sisilia Nasiga  | Stephanie Topp   | Janelle Shepherd Sarah Donegan    |
| −78 kg       | Laisa Laveti    | Rebecca Finlay   | Jeaneen Steel Sophia Dennis       |
| ponad 78 kg  | Ana Navira      | Sisilia Lewamoqe | Jessica Malone                    |
| Open         | Sisilia Nasiga  | Jessica Malone   | Usenia Naulu Sisilia Lewamoqe     |